# 아르투르 자네치
아르투르 나바헤치 자네치(포르투갈어: Arthur Nabarrete Zanetti, 1990년 4월 16일~)는 브라질의 체조 선수로 주 종목은 링이다. 2016년 하계 올림픽에서 남자 링 부문 금메달을 획득하여 브라질과 라틴아메리카 체조 선수로는 최초로 올림픽에서 금메달을 획득했다. 또한 세계 선수권 대회 링 부문에서 금메달 1개, 은메달 3개, 팬아메리칸 게임에서 금메달 2개, 은메달 3개를 획득했다.